# Paulo vestito da Arlecchino
Paulo vestito da Arlecchino è un dipinto a olio su tela (130x97,5 cm) realizzato nel 1924 dal pittore spagnolo Pablo Picasso. È conservato nel Musée National Picasso di Parigi.
Il celebre quadro rappresenta Paulo, il figlio nato dal matrimonio del pittore con Olga Khokhlova.